# Прусов, Валентин Дмитриевич
Валентин Дмитриевич Прусов (15 мая 1935, Тула, РСФСР — 9 марта 2014, Тула, Российская Федерация) — советский и российский тренер по греко-римской борьбе, заслуженный тренер России.

## Биография
Трудовую деятельность Валентин Дмитриевич начал в 1958 г. тренером-преподавателем по классической борьбе. В последние годы работал тренером-преподавателем по греко-римской борьбе детско-юношеской спортивной школы «Юность». Среди учеников: заслуженный мастер спорта, бронзовый призер XXI летних Сурдлимпийских игр Андрей Лазукин, мастер спорта международного класса, трехкратный победитель чемпионатов мира, двукратный чемпион Европы по греко-римской борьбе среди юношей и юниоров Александр Пичугин, более 30 мастеров спорта.
Воспитанники тренера Александр Писакин, Валерий Таначёв, Игорь Антропов — неоднократные победители и призёры чемпионатов Мира среди ветеранов.

## Награды и звания
Заслуженный тренер России (1996).
Награждён Почетным знаком администрации города Тулы «За заслуги перед городом» первой степени (2010). В 2011 г. ему было присвоено звание «Почетный гражданин города-героя Тулы».